# CBC賞
CBC賞（シービーシーしょう）は、日本中央競馬会（JRA）が中京競馬場で施行する中央競馬の重賞競走（GIII）である。

寄贈賞を提供する中部日本放送は、名古屋市に本社を置き、東海3県でTBS系列（JNN・JRN）の放送を行うCBCテレビ・CBCラジオの両社を掌握する総務省認定放送持株会社であり、開局以来、ラジオのみで中央競馬中継を実施している。
正賞はCBC賞。

## 概要
本競走は1965年、4歳（現3歳）以上の馬による重賞競走として中京競馬場に創設。当初の施行距離は砂1800mであったが、1970年は中京競馬場に芝コースが新設されたことにより芝1800mに変更。その後距離は短縮され、翌1971年からは芝1400mに変更された後、1981年から芝1200mに変更され、現在に至っている。
1984年からグレード制施行に伴いGIIIに格付け。1990年からGIIに格上げされたが、2006年からGIIIに格下げとなった。施行時期も当初は12月だったが、1990年のGII格上げ時から6月開催へ、1996年から11月開催へ、2000年から12月開催へと変更された。その後、2006年のGIII格下げ時から6月開催へ、2012年から7月開催へと変更された。
創設時の負担重量はハンデキャップだったが、翌1966年から別定に変更。2006年のGIII格下げ時から再びハンデキャップとなった。
1996年から1999年までは中央競馬指定交流競走とされ、地方所属馬が3頭まで出走可能になった。その後2000年から2005年まで、および2012年以降は特別指定交流競走とされ、地方所属馬の出走は2頭までとされた。また、外国産馬は混合競走となった1990年より出走可能になったほか、2004年から国際競走となって外国馬も出走可能になった。

## 競走条件
以下の内容は、2024年現在のもの。
出走資格：サラ系3歳以上
- 2023年8月19日から2024年8月11日まで1回以上出走馬、未出走馬未勝利馬を除く
- JRA所属馬
- 地方競馬所属馬（2頭まで）
- 外国調教馬（優先出走）

負担重量：ハンデキャップ

### 賞金
2024年の1着賞金は4100万円で、以下2着1600万円、3着1000万円、4着620万円、5着410万円。

## 歴史
- 1954年 - 第2回中京記念にトヨタ自動車工業と並んでCBC賞が寄贈される。
- 1958年 - 特別競走「CBC賞」が創設される（後述）。
- 1959年 - この年の第6回を最後に中京記念へのCBC賞提供を終了。
- 1965年 - 現在の本競走につながる古馬（4歳＝現3歳以上）の重賞競走「CBC賞」が創設され、中京競馬場の砂1800mで施行。
- 1966年 - 負担重量を別定に変更。
- 1970年 - 施行コースを芝に変更。
- 1971年 - 施行距離を芝1400mに変更。
- 1981年 - 施行距離を芝1200mに変更。
- 1984年 - グレード制施行によりGIIIに格付け。
- 1990年
  - 施行時期を6月に変更[5]。
  - GIIに格上げ[5]。
  - 混合競走に指定[5]。
- 1996年
  - 施行時期を11月に変更[5]。
  - 指定交流競走に指定され、地方所属馬は3頭まで出走可能となる[5]。
- 2000年
  - 施行時期を12月に変更。
  - 指定交流競走から特別指定交流競走に変更され、JRAに認定されていない地方所属馬は出走不可となる[5]。
  - 地方所属馬の出走枠が3頭から2頭に縮小[5]。
- 2001年 - 馬齢表示の国際基準への変更に伴い、出走条件が「4歳以上」から「3歳以上」に変更[5]。
- 2004年 - 混合競走から国際競走に変更され、外国調教馬は4頭まで出走可能となる[8]。
- 2006年
  - 施行時期を6月に変更。
  - 負担重量をハンデキャップに戻す。
  - GIIIに格下げ。
  - 特別指定交流競走から除外。
- 2007年 - 日本のパートI国昇格に伴い、外国調教馬の出走枠が9頭に拡大[9]。
- 2012年
  - 施行時期を7月に変更。
  - サマースプリントシリーズの第2戦に組み込まれる。
  - 特別指定交流競走に再び指定される。
- 2020年 
  - 京都競馬場の改修工事等の関連で阪神競馬場で施行[10]。
  - 新型コロナウイルスの感染拡大防止のため、「無観客競馬」として実施[11]。
- 2021年 - 京都競馬場の改修工事に伴う開催日割の変更のため小倉競馬場で施行（2022年も同様）[12]。
- 2024年 - 阪神競馬場の改修工事に伴う開催日割の変更のため北九州記念と開催時期を入れ替え（条件・開催競馬場の変更はなし）、サマースプリントシリーズの第4戦に変更される（2025年以降も同様）[13]。
- 2025年 - 暑熱対策による最終競走の発走時刻を18時15分に設定したことに伴い、競走番号が第11競走から第7競走に変更。

### 歴代優勝馬
優勝馬の馬齢は、2000年以前も現行表記に揃えている。
コース種別を記載していない距離は、芝コースを表す。
| 回数   | 施行日         | 競馬場 | 距離    | 優勝馬             | 性齢 | タイム | 優勝騎手   | 管理調教師 | 馬主                           |
| ------ | -------------- | ------ | ------- | ------------------ | ---- | ------ | ---------- | ---------- | ------------------------------ |
| 第1回  | 1965年12月5日  | 中京   | 砂1800m | シヨウゲツ         | 牝5  | 1:54.5 | 稲部和久   | 田中朋次郎 | 村松健一                       |
| 第2回  | 1966年12月4日  | 中京   | 砂1800m | ミスニホンピロー   | 牝4  | 1:55.3 | 鹿戸幸治   | 小川佐助   | 小林百太郎                     |
| 第3回  | 1967年12月3日  | 中京   | 砂1800m | ミドリオー         | 牡5  | 1:53.2 | 内藤繁春   | 武田文吾   | 鈴木理恵                       |
| 第4回  | 1968年12月1日  | 中京   | 砂1800m | ミドリエース       | 牝4  | 1:52.7 | 野村彰彦   | 長浜彦三郎 | 福島広吉                       |
| 第5回  | 1969年7月20日  | 中京   | 砂1800m | アトラス           | 牡5  | 1:52.5 | 武邦彦     | 小野留嘉   | 松岡重雄                       |
| 第6回  | 1970年12月6日  | 中京   | 1800m   | オウジャ           | 牡3  | 1:50.2 | 古賀正俊   | 古賀嘉蔵   | 飯田正                         |
| 第7回  | 1971年12月5日  | 中京   | 1400m   | エリモシルバー     | 牡4  | 1:22.6 | 新田幸春   | 大久保亀治 | 山本慎一                       |
| 第8回  | 1972年12月17日 | 中京   | 1400m   | スガノホマレ       | 牡3  | 1:22.5 | 佐々木昭次 | 秋山史郎   | 菅原光太郎                     |
| 第9回  | 1973年12月16日 | 中京   | 1400m   | レイクファイア     | 牡3  | 1:22.3 | 押田年郎   | 坂口正二   | 奈村信重                       |
| 第10回 | 1974年12月8日  | 中京   | 1400m   | ケイスパーコ       | 牝4  | 1:23.1 | 池江泰郎   | 浅見国一   | 内田恵司                       |
| 第11回 | 1975年12月7日  | 中京   | 1400m   | オーラミハル       | 牡3  | 1:24.7 | 柴田政見   | 山本正司   | 奥村悠貢                       |
| 第12回 | 1976年12月12日 | 中京   | 1400m   | シルバーランド     | 牡6  | 1:21.8 | 高橋成忠   | 佐藤勇     | 冨士田竹三                     |
| 第13回 | 1977年12月11日 | 中京   | 1400m   | リキタイコー       | 牡3  | 1:21.8 | 飯田明弘   | 服部正利   | 水上力夫                       |
| 第14回 | 1978年12月10日 | 中京   | 1400m   | リキタイコー       | 牡4  | 1:22.9 | 武邦彦     | 服部正利   | 水上力                         |
| 第15回 | 1979年12月9日  | 中京   | 1400m   | ヤマニンダンディー | 牡3  | 1:23.6 | 田原成貴   | 浅見国一   | 土井宏二                       |
| 第16回 | 1980年12月14日 | 中京   | 1400m   | マリージョーイ     | 牝4  | 1:22.3 | 村本善之   | 田中良平   | 小田切有一                     |
| 第17回 | 1981年12月13日 | 中京   | 1200m   | アグネスベンチャー | 牡4  | 1:08.6 | 久保敏文   | 久保道雄   | 渡辺孝男                       |
| 第18回 | 1982年12月19日 | 中京   | 1200m   | ハッピープログレス | 牡4  | 1:09.8 | 武邦彦     | 山本正司   | 藤田晋                         |
| 第19回 | 1983年12月18日 | 中京   | 1200m   | ニホンピロウイナー | 牡3  | 1:09.8 | 丸山勝秀   | 服部正利   | 小林百太郎                     |
| 第20回 | 1984年12月16日 | 中京   | 1200m   | ハッピープログレス | 牡6  | 1:09.1 | 武邦彦     | 山本正司   | 藤田晋                         |
| 第21回 | 1985年12月15日 | 中京   | 1200m   | ニシノイブ         | 牝5  | 1:10.4 | 今井規和   | 田所秀雄   | 西山正行                       |
| 第22回 | 1986年12月14日 | 中京   | 1200m   | リードトリプル     | 牡3  | 1:09.5 | 田島信行   | 服部正利   | 熊本芳雄                       |
| 第23回 | 1987年12月20日 | 中京   | 1200m   | セントシーザー     | 牡5  | 1:09.3 | 田島良保   | 橋口弘次郎 | 杉谷枡夫                       |
| 第24回 | 1988年12月18日 | 中京   | 1200m   | トーアファルコン   | 牡7  | 1:09.0 | 原田聖二   | 小原伊佐美 | 伊藤昭二                       |
| 第25回 | 1989年12月17日 | 中京   | 1200m   | ミスティックスター | 牡6  | 1:09.1 | 山田和広   | 坪正直     | 山本衛                         |
| 第26回 | 1990年6月24日  | 中京   | 1200m   | パッシングショット | 牝5  | 1:08.3 | 楠孝志     | 橋田満     | 森本忠治                       |
| 第27回 | 1991年6月23日  | 中京   | 1200m   | フェイムオブラス   | 牝4  | 1:10.8 | 安田隆行   | 田中良平   | 小田切有一                     |
| 第28回 | 1992年6月28日  | 中京   | 1200m   | ユウキトップラン   | 牡4  | 1:08.6 | 小島貞博   | 佐山優     | 雪本秀樹                       |
| 第29回 | 1993年6月27日  | 京都   | 1200m   | トシグリーン       | 牡6  | 1:07.9 | 西浦勝一   | 柳田次男   | 上村孝輝                       |
| 第30回 | 1994年6月26日  | 中京   | 1200m   | ニホンピロプリンス | 牡5  | 1:07.9 | 武豊       | 目野哲也   | 小林百太郎                     |
| 第31回 | 1995年6月25日  | 中京   | 1200m   | トーワウィナー     | 牡5  | 1:08.6 | 河内洋     | 佐山優     | 斉藤一郎                       |
| 第32回 | 1996年11月23日 | 中京   | 1200m   | エイシンワシントン | 牡5  | 1:07.3 | 熊沢重文   | 内藤繁春   | 平井豊光                       |
| 第33回 | 1997年11月22日 | 中京   | 1200m   | スギノハヤカゼ     | 牡4  | 1:07.9 | 田島裕和   | 鹿戸幸治   | 杉江義夫                       |
| 第34回 | 1998年11月28日 | 中京   | 1200m   | マサラッキ         | 牡5  | 1:09.6 | 藤田伸二   | 増本豊     | 丸井正貴                       |
| 第35回 | 1999年11月27日 | 小倉   | 1200m   | アグネスワールド   | 牡4  | 1:07.5 | 武豊       | 森秀行     | 渡辺孝男                       |
| 第36回 | 2000年12月16日 | 中京   | 1200m   | トロットスター     | 牡4  | 1:07.9 | 蛯名正義   | 中野栄治   | 高野稔                         |
| 第37回 | 2001年12月15日 | 中京   | 1200m   | リキアイタイカン   | 牡3  | 1:09.1 | 山田泰誠   | 松田正弘   | 高山幸雄                       |
| 第38回 | 2002年12月15日 | 中京   | 1200m   | サニングデール     | 牡3  | 1:08.4 | 池添謙一   | 瀬戸口勉   | 後藤繁樹                       |
| 第39回 | 2003年12月21日 | 中京   | 1200m   | シーイズトウショウ | 牝3  | 1:08.5 | 安藤光彰   | 鶴留明雄   | トウショウ産業（株）           |
| 第40回 | 2004年12月19日 | 中京   | 1200m   | プレシャスカフェ   | 牡5  | 1:08.2 | 蛯名正義   | 小島太     | 西川清                         |
| 第41回 | 2005年12月24日 | 中京   | 1200m   | シンボリグラン     | 牡3  | 1:08.7 | D.ボニヤ   | 畠山吉宏   | シンボリ牧場                   |
| 第42回 | 2006年6月11日  | 中京   | 1200m   | シーイズトウショウ | 牝6  | 1:09.0 | 池添謙一   | 鶴留明雄   | トウショウ産業（株）           |
| 第43回 | 2007年6月10日  | 中京   | 1200m   | ブラックバースピン | 牡4  | 1:09.1 | 四位洋文   | 手塚貴久   | 藤田与志男                     |
| 第44回 | 2008年6月15日  | 中京   | 1200m   | スリープレスナイト | 牝4  | 1:08.0 | 上村洋行   | 橋口弘次郎 | （有）サンデーレーシング       |
| 第45回 | 2009年6月14日  | 中京   | 1200m   | プレミアムボックス | 牡6  | 1:08.0 | 鮫島良太   | 上原博之   | （有）社台レースホース         |
| 第46回 | 2010年6月13日  | 京都   | 1200m   | ヘッドライナー     | 騸6  | 1:08.9 | 幸英明     | 西園正都   | （有）社台レースホース         |
| 第47回 | 2011年6月12日  | 阪神   | 1200m   | ダッシャーゴーゴー | 牡4  | 1:08.1 | 川田将雅   | 安田隆行   | 芦田信                         |
| 第48回 | 2012年7月1日   | 中京   | 1200m   | マジンプロスパー   | 牡5  | 1:08.7 | 浜中俊     | 中尾秀正   | 佐々木主浩                     |
| 第49回 | 2013年6月30日  | 中京   | 1200m   | マジンプロスパー   | 牡6  | 1:08.0 | 福永祐一   | 中尾秀正   | 佐々木主浩                     |
| 第50回 | 2014年7月6日   | 中京   | 1200m   | トーホウアマポーラ | 牝5  | 1:08.6 | 福永祐一   | 高橋亮     | 東豊物産（株）                 |
| 第51回 | 2015年7月5日   | 中京   | 1200m   | ウリウリ           | 牝5  | 1:09.1 | 岩田康誠   | 藤原英昭   | 金子真人ホールディングス（株） |
| 第52回 | 2016年7月3日   | 中京   | 1200m   | レッドファルクス   | 牡5  | 1:07.2 | M.デムーロ | 尾関知人   | （株）東京ホースレーシング     |
| 第53回 | 2017年7月2日   | 中京   | 1200m   | シャイニングレイ   | 牡5  | 1:08.0 | 北村友一   | 高野友和   | （有）キャロットファーム       |
| 第54回 | 2018年7月1日   | 中京   | 1200m   | アレスバローズ     | 牡6  | 1:07.0 | 川田将雅   | 角田晃一   | 猪熊広次                       |
| 第55回 | 2019年6月30日  | 中京   | 1200m   | レッドアンシェル   | 牡5  | 1:09.8 | 福永祐一   | 庄野靖志   | （株）東京ホースレーシング     |
| 第56回 | 2020年7月5日   | 阪神   | 1200m   | ラブカンプー       | 牝5  | 1:08.7 | 斎藤新     | 森田直行   | 増田陽一                       |
| 第57回 | 2021年7月4日   | 小倉   | 1200m   | ファストフォース   | 牡5  | 1:06.0 | 鮫島克駿   | 西村真幸   | 安原浩司                       |
| 第58回 | 2022年7月3日   | 小倉   | 1200m   | テイエムスパーダ   | 牝3  | 1:05.8 | 今村聖奈   | 五十嵐忠男 | 竹園正繼                       |
| 第59回 | 2023年7月2日   | 中京   | 1200m   | ジャスパークローネ | 牡4  | 1:07.2 | 団野大成   | 森秀行     | 加藤和夫                       |
| 第60回 | 2024年8月18日  | 中京   | 1200m   | ドロップオブライト | 牝5  | 1:07.5 | 幸英明     | 福永祐一   | 岡田牧雄                       |
| 第61回 | 2025年8月10日  | 中京   | 1200m   | インビンシブルパパ | 牡4  | 1:07.4 | 佐々木大輔 | 伊藤大士   | 迫田三果子                     |

#### CBC賞の記録
レースレコード - 1:05.8（第58回優勝馬 テイエムスパーダ）なお、このタイムは芝1200m3歳以上のJRAレコードでもある。

## 同名の競走
現行重賞競走が施行される以前に、「CBC賞」という名称の競走が1958年（昭和33年）から1964年（昭和39年）まで年2回、冬（1月または2月）と夏（7月または8月）に中京競馬場で施行されていた。競走施行条件については1958年（昭和33年）から1960年（昭和35年）の2年間は冬が5歳以上（当時の馬齢呼称）オープン、夏が4歳以上（当時の馬齢呼称）準オープンであったが、1961年（昭和36年）に冬と夏の競走条件を入れ替え、冬が5歳以上準オープン、夏が4歳以上オープン競走として1964年まで施行された。また全てのレースにおいて負担重量はハンデキャップにより定められる方式を採用していた。
この時代のCBC賞の勝ち馬にはトキノキロク、スイートワン、ヤマトキヨウダイなど重賞勝利馬の名も見られる。

なお、この特別競走「CBC賞」が設けられる前は、中京競馬場唯一の重賞競走だった中京記念に、豊田賞と合わせてCBC賞が提供されていた。

### 優勝馬
| 施行日        | 競馬場 | 距離    | 優勝馬           | 性齢 | タイム | 優勝騎手   | 管理調教師 | 馬主               |
| ------------- | ------ | ------- | ---------------- | ---- | ------ | ---------- | ---------- | ------------------ |
| 1958年8月24日 | 中京   | 砂1700m | ワールドグレイス | 牝5  | 1:47.0 | 伊藤修司   | 伊藤勝吉   | 不明               |
| 1959年1月25日 | 中京   | 砂1800m | ブレツシング     | 牝8  | 1:53.0 | 保田隆芳   | 尾形藤吉   | 小野晃             |
| 1959年8月23日 | 中京   | 砂1700m | タマノミネ       | 牡4  | 1:48.2 | 武田作十郎 | 加藤清一   | 楠本逸治           |
| 1960年1月24日 | 中京   | 砂1800m | スイートワン     | 牡5  | 1:54.9 | 野平祐二   | 野平省三   | 和田共弘           |
| 1960年7月31日 | 中京   | 砂1800m | イセロンパー     | 牡4  | 1:54.1 | 田所秀雄   | 武輔彦     | 真野正男           |
| 1961年1月29日 | 中京   | 砂1800m | トキノキロク     | 牝5  | 1:55.6 | 武田作十郎 | 松田由太郎 | 涌谷辰造           |
| 1961年7月30日 | 中京   | 砂1800m | ミスヤマニン     | 牝5  | 1:54.4 | 池江泰郎   | 相羽仙一   | 土井宏二           |
| 1962年2月4日  | 中京   | 砂1700m | クサナギ         | 牡6  | 1:48.0 | 伊藤竹男   | 岩佐宗五郎 | 日本軽種馬株式会社 |
| 1962年7月15日 | 中京   | 砂1800m | シズマサ         | 牡6  | 1:54.0 | 松永高徳   | 梶与三男   | 橘八重子           |
| 1963年2月10日 | 中京   | 砂1800m | ヤマトタチバナ   | 牝5  | 1:55.1 | 坂田正行   | 清水茂次   | 野上政次           |
| 1963年7月7日  | 中京   | 砂1700m | アンデス         | 牡4  | 1:46.9 | 宇田明彦   | 星川泉士   | ナルミ             |
| 1964年2月2日  | 中京   | 砂1800m | タカチオ         | 牡5  | 1:54.8 | 中島啓之   | 菊池一雄   | 丸谷キミ           |
| 1964年8月2日  | 中京   | 砂1800m | ヤマトキヨウダイ | 牡5  | 1:53.3 | 梶与四松   | 稲葉幸夫   | 門井みち           |

#### 各回競走結果の出典
- 『中央競馬全重賞競走成績集 【古馬関西編】』第1回 - 第41回
- JRA年度別全成績
  - （2023年）“第3回 中京競馬 第2日” (PDF).   日本中央競馬会. p. 6. 2023年9月8日閲覧。（索引番号: 19023）
  - （2022年）“第3回 小倉競馬 第2日” (PDF).   日本中央競馬会. p. 6. 2022年7月4日閲覧。（索引番号: 19023）
  - （2021年）“第3回 小倉競馬 第2日” (PDF).   日本中央競馬会. p. 6. 2022年7月4日閲覧。（索引番号: 19023）
  - （2020年）“第4回 阪神競馬 第2日” (PDF).   日本中央競馬会. p. 6. 2020年7月6日閲覧。（索引番号: 18023）
  - （2019年）“第3回 中京競馬 第2日” (PDF).   日本中央競馬会. p. 6. 2020年7月6日閲覧。（索引番号: 19023）
  - （2018年）“第3回 中京競馬 第2日” (PDF).   日本中央競馬会. p. 6. 2020年7月6日閲覧。（索引番号: 19023）
  - （2017年）“第3回 中京競馬 第2日” (PDF).   日本中央競馬会. p. 6. 2017年7月3日閲覧。（索引番号: 19023）
  - （2016年）“第3回 中京競馬 第2日” (PDF).   日本中央競馬会. p. 6. 2016年7月6日閲覧。（索引番号: 19023）
  - （2015年）“第3回 中京競馬 第2日” (PDF).   日本中央競馬会. p. 6. 2016年6月28日閲覧。（索引番号: 19023）
  - （2014年）“第3回 中京競馬 第2日” (PDF).   日本中央競馬会. p. 6. 2016年6月28日閲覧。（索引番号: 19023）
  - （2013年）“第3回 中京競馬 第2日” (PDF).   日本中央競馬会. p. 6. 2016年6月28日閲覧。（索引番号: 19023）
  - （2012年）“第2回 中京競馬 第2日” (PDF).   日本中央競馬会. p. 6. 2016年6月28日閲覧。（索引番号: 18023）
  - （2011年）“第3回 阪神競馬 第4日” (PDF).   日本中央競馬会. p. 6. 2016年6月28日閲覧。（索引番号：16047）
  - （2010年）“第4回 京都競馬 成績集計表” (PDF).   日本中央競馬会. pp. 1748-1749. 2016年6月28日閲覧。（索引番号：15094）
  - （2009年）“第3回 中京競馬 成績集計表” (PDF).   日本中央競馬会. pp. 1796-1797. 2016年6月28日閲覧。（索引番号：16094）
  - （2008年）“第2回 中京競馬 成績集計表” (PDF).   日本中央競馬会. pp. 1772-1773. 2016年6月28日閲覧。（索引番号：15095）
  - （2007年）“第2回 中京競馬 成績集計表” (PDF).   日本中央競馬会. pp. 1728-1729. 2016年6月28日閲覧。（索引番号：15095）
  - （2006年）“第2回 中京競馬 成績集計表” (PDF).   日本中央競馬会. pp. 1764-1765. 2016年6月28日閲覧。（索引番号：15095）
  - （2005年）“第3回 中京競馬 成績集計表” (PDF).   日本中央競馬会. pp. 3911-3912. 2016年6月28日閲覧。（中止）
  - （2005年）“第3回 中京競馬 成績集計表” (PDF).   日本中央競馬会. pp. 3925-3926. 2016年6月28日閲覧。（索引番号：35079）
  - （2004年）“第3回 中京競馬 成績集計表” (PDF).   日本中央競馬会. pp. 3935-3936. 2016年6月28日閲覧。（索引番号：35071）
  - （2003年）“第3回 中京競馬 成績集計表” (PDF).   日本中央競馬会. pp. 3884-3885. 2016年6月28日閲覧。（索引番号：35071）
  - （2002年）“第3回 中京競馬 成績集計表” (PDF).   日本中央競馬会. pp. 3842-3843. 2016年6月28日閲覧。（索引番号：35071）

netkeiba.comより（最終閲覧日：2020年7月6日）
- 1983年、1984年、1986年、1987年、1988年、1989年、1990年、1991年、1992年、1993年、1994年、1995年、1996年、1997年、1998年、1999年、2000年、2001年、2002年、2003年、2004年、2005年、2006年、2007年、2008年、2009年、2010年、2011年、2012年、2013年、2014年、2015年、2016年、2017年、2018年、2019年、2020年